# Berend Folkerts
Berend Folkerts (Almelo, 8 januari 1914 – Elburg 3 maart 1958) was een Nederlands politicus van de CHU. 
Hij werd geboren als zoon van Jan Folkerts (1884-1946) en Klasina Deuze (1884-1976). Na de mulo volgde hij een opleiding bij de landbouwschool in Zutphen. Daarna bezocht hij de cultuurtechnische school in Arnhem die gelieerd was aan de Nederlandsche Heidemaatschappij. Vervolgens trad hij in dienst bij dat bedrijf. Hij werd in 1942 chef van de afdeling landbouw van het Gewestelijk Arbeidsbureau in Tiel. Een jaar later moest hij onderduiken en na de bevrijding was hij compagniescommandant bij de Binnenlandse Strijdkrachten. Vanaf augustus 1945 was hij in diverse leidinggevende functies weer werkzaam bij arbeidsbureaus. Tussendoor was hij een jaar in de rang van kapitein gedetacheerd bij de Nederlandse troepen overzee waar hij speciaal belast was met maatschappelijke voorlichting aan militairen. Midden 1953 werd Folkerts benoemd tot burgemeester van Elburg. Na een wat langere tijd ziek te zijn geweest overleed hij tijdens dat burgemeesterschap in 1958 op 44-jarige leeftijd. 